# Alange
Alange ist ein Ort und eine Gemeinde (municipio) mit 1.808 Einwohnern (Stand: 2024) in der spanischen Provinz Badajoz in der Autonomen Gemeinschaft Extremadura.

## Lage
Der Ort Alange liegt heute am Ufer der im Jahr 1992 fertiggestellten Alange-Talsperre ca. 27 km (Fahrtstrecke) südöstlich von Merida in einer Höhe von ca. 325 m ü. d. M. Das Klima im Winter ist gemäßigt, im Sommer dagegen warm bis heiß; die geringen Niederschläge (ca. 520 mm/Jahr) fallen – mit Ausnahme der nahezu regenlosen Sommermonate – verteilt übers ganze Jahr.

## Bevölkerungsentwicklung
| Jahr      | 1857  | 1900  | 1950  | 2000  | 2016  |
| Einwohner | 1.761 | 1.844 | 3.240 | 2.057 | 1.915 |

Der Bevölkerungsrückgang in der zweiten Hälfte des 20. Jahrhunderts ist im Wesentlichen auf die Mechanisierung der Landwirtschaft und den damit einhergehenden Verlust an Arbeitsplätzen zurückzuführen.

## Wirtschaft
Bereits in der Antike war der Ort durch seine Lage und seine Thermalquellen privilegiert. Während das Umland über Jahrhunderte in hohem Maße landwirtschaftlich geprägt war, ließen sich im Ort selbst Händler, Handwerker und Dienstleister aller Art nieder.

## Geschichte

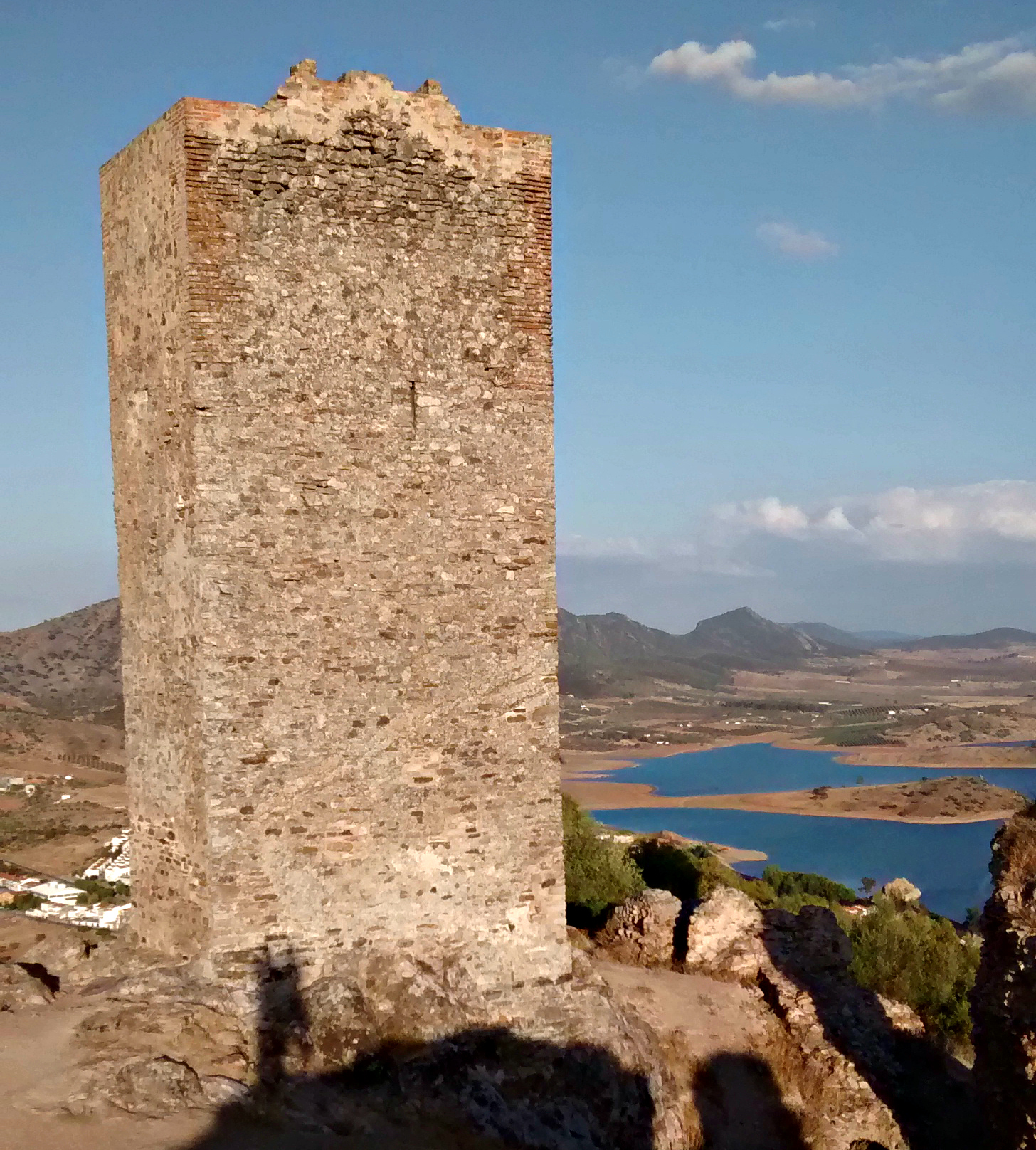
Bergfried des Castillo de Culebra

In römischer Zeit lag Alange auf einer Anhöhe oberhalb des Río Matachel an der Via de la Plata, einer antiken Straßenverbindung zwischen Hispalis (Sevilla) und Asturica Augusta (Astorga). Der Ort hatte überdies mehrere Thermalquellen. Die Burg (castillo) geht auf diese Zeit zurück (damals hieß sie Castrum Culubri); sie wurde jedoch später immer wieder verändert. Im Jahr 1234 wurden Burg und Ort im Rahmen der Rückeroberung (reconquista) von den Christen eingenommen; sogar Ibn Hud, der wenige Jahre zuvor die Herrschaft der Almohaden in Al-Andalus beendet hatte, erlitt eine Verletzung. Im 14. Jahrhundert wurden Burg und Ort dem Santiagoorden übergeben.

## Sehenswürdigkeiten
- Die im 18. Jahrhundert wiederentdeckten Thermalquellen mitsamt dem Römerbad wurden im 19. Jahrhundert ausgebaut und in jüngster Zeit in teilen neugestaltet.[6]
- Die in maurischer Zeit (9./10. Jahrhundert) anstelle einer römischen Befestigungsanlage auf dem Cerro de la Culebra erbaute Burg wurde  nach der Rückeroberung durch die Christen ausgebaut. Zu sehen sind die Reste dreier Türme und des mittleren Bergfrieds (torre del homenaje).[7]
- Die einschiffige Kirche Nuestra Senora de los Milagros ist ein Bauwerk aus der ersten Hälfte des 16. Jahrhunderts. Ihr Mauerwerk ist eine Mischung aus weitgehend unbehauenen Natursteinen (mampostería) und Backsteinen (ladrillos). Der Haupteingang befindet sich auf der Südseite; die gesamte Portalzone zeigt aus rötlichem Sandstein herausgearbeitete spätgotische Formen (seitliche Fialen, mittlerer Kielbogen). Die Fenster sind aus demselben Steinmaterial gefertigt.[8]